# Station Ważne Młyny
Station Ważne Młyny is een spoorwegstation in de Poolse plaats Ważne Młyny.